# Маттер, Герберт
Герберт Маттер (нем., англ. Herbert Matter, 25 апреля 1907, Энгельберг, Швейцария - 8 мая 1984, Саутгемптон,  США) — швейцарский график, дизайнер и фотограф, много лет проработавший также в США.

## Жизнь и творчество
Гимназическое образование получил в монастырской школе в родном Энгельберге. В 1925—1927 годах изучает живопись в Школе изящных искусств (École des Beaux-Arts) в Женеве и затем, в 1928—1929 в годах парижской Академии современного искусства (Académie de l’Art Moderne), у Фернана Леже и Амеде Озанфана. После ряда экспериментов с фотокамерой Г.Маттер оставляет живопись, чтобы заняться фотографией. В 1929 году также начинается его карьера как графического дизайнера при парижской рекламной фирме Deberny & Peignot. Здесь он изучает также техническую сторону печатного дела, а также знакомится с Ле Корбюзье и А. М. Кассандром. В 1932 году художник возвращается в Швейцарию и здесь создаёт по заказу швейцарского Министерства транспорта серию рекламных плакатов. Эти работы получили международную известность благодаря такому новшеству, как сочетание на листах типографской печати и фотомонтажа. В 1938 году Г.Маттер в оплату за выполнение рекламных работ для швейцарского балетного ансамбля получает оплаченную поездку по США. В результате он принимает решение остаться в этой стране. Познакомившись через одного из друзей с Алексеем Бродовичем. Маттер с его помощью заключает контракт как фотограф с известным журналом мод Harper’s Bazaar, а затем и с журналами Vogue, «Искусство и архитектура» Arts & Architecture, «Форчун»" Fortune Magazine и «Город и страна» (Town and Country). Во время Второй мировой войны работает также дизайнером при различных частных компаниях. В 1944 году Маттер получает заказ от нью-йоркского Музея современного искусства снять документальный фильм о жизни и творчестве его друга Александра Колдера. Это был первый кинематографический опыт Г.Маттера, к тому же имевший большой успех. Музыку для него написал Джон Кейдж.
В 1952—1978 годы Г.Маттер как профессор преподаёт графический дизайн и фотографию в Йельском университете. В 1959—1969 годы он является также советником при музеях Гуггенхайм в Нью-Йорке и Изящных искусств в Хьюстоне. В 1960 году Маттер начинает работы по фотографированию скульптур Альберто Джакометти. Эта съёмка длилась около 25 лет и в результате имела вышедших уже после смерти Маттера из печати объёмный альбом. В 1950—1960-е годы Г.Маттер принадлежал к элите нью-йоркской культурной жизни. Среди его друзей следует назвать Франца Клайна, Виллема де Кунинга, Джексона Поллока, Филиппа Густона. Первая ретроспективная выставка работ Г.Маттера прошла в 1978 году в Йельском университете. В том же году в Цюрихе проходит выставка его ранних работ за 1930-е годы.

## Наследие
Герберт Маттер является основоположником искусства фотоплаката в Швейцарии. В начале 1930-х годов он интегрирует свои фотографии как составную часть в рекламные плакаты, прежде имевшие исключительно графические, рисованные формы. Сочетание фотографии с типографской печатью являлись неотъемлемой частью его произведений, его отличительным символом. При этом он всегда выдерживал разумное равновесие в сочетании норм искусства и коммерческих требований к его плакатам. Другими, интересовавшими его темами, были иллюстрирование журналов и создание титульных страниц для литературы. Как талантливый фотограф, Г.Маттер в своих произведениях запечатлел работы различных художников и скульпторов, в особенности же — Альберто Джакометти.

## Выставки (избранное)
- 1943 Галерея пьер Матисс, Нью-Йорк (Pierre Matisse Gallery, New York)
- 1962 Американский институт графического искусства, Нью-Йорк (American Institute of Graphic Arts (AIGA), New York)
- 1978 Швейцарский фонд фотографии при Доме художеств, Цюрих (Schweizerische Stiftung für die Photographie im Kunsthaus Zürich)
- 2005 Галерея Бейелер, Базель (Galerie Beyeler, Basel)

## Фильмография
- 1949 Works of Calder
- 1950-55 The Spirit Moves и Dancing with Mura Dehn